# Фонематический слух
Фонематический слух — фонетическая теория обучения чтению и письму, предложенная психологом Элькониным Даниилом Борисовичем, которая заключается в том, что письмо и чтение возможны лишь при обработке отдельных фонем.
Термин не признаётся лингвистикой в России и за рубежом, а за пределами территории бывшего СССР вообще не используется в области педагогики.
Консенсус лингвистов состоит в том, что фонемы не относятся к элементарным частями речи и должны изучаться как отдельные звуки без привязки к языку. Минимальной языковой единицей фонетика признаёт просодию. Просодия же признаёт, что при образовании слога из фонем человеком также используются суперсегментные фонемы (хронемы), небуквенные фонемы тона (тонемы) и другие.
Концепция Эльконина внедрилась во многие начальные школы СССР в 1982 году, но подверглась резкой критике. Множество психологов и дидактов усомнилось в пользе применения концепции «фонематического слуха» в целях образования. Причиной являлся ряд аспектов:
1. Концепция письма на основе фонематической транскрипции приводит к стимулированию орфографических ошибок, так как написание слов отлично от их произнесения.
2. Стимуляция только быстрого озвучивания текста школьником по его методике часто негативно влияло на способность понимания текста. Например, ребёнок мог быстро прочитать текст, однако после просьбы о пересказе не мог сформулировать ничего определенного.
3. По мнению большинства психологов и дидактов, основной механизм быстрого чтения визуальный, а не фонетический. Изучив движение глазного яблока и активацию нейронов мозга во время быстрого чтения с пониманием, ведущие мировые физиологи заключили: механизм основан исключительно на визуальном распознавании; слово озвучивается только после осмысления. Оказалось, быстрое чтение здорового человека элементарно основано на распознавании именно характерных визуальных штрихов, а не символов целиком.[4]
4. Даниил считал, что неспособность читать фонематическим способом (фонетическая дислексия) являет собой неспособность эффективно «анализировать» и «синтезировать» фонемы (читать и писать). Современные исследователи доказали, что механизм основан на других нейрофизиологических принципах, и дислексия почти никогда не связана с падением интеллекта.

В отдельных случаях интеллект дислексика может быть выше среднего (например, как у Тома Круза). Такие люди могут научиться скорочтению, но не фонематически, а визуально-образно.
Последняя редакция федерального государственного образовательного стандарта начального общего образования с первого по четвёртый класс (ФГОС НОО) исключила поддержку теории «фонематического слуха» и фонетических методик Эльконина на государственном уровне. Регламентированные требования к обучению чтению включают умение читать по слогам и понимать прочитанное. Поскольку понимание, а не скорость чтения, является главным критерием качества чтения, из стандарта изъяты скоростные нормативы, когда-то предложенные Элькониным и последователями.
Несмотря на то, что множество популярных курсов обучения в начальной школе, основанных на учебно-методических комплектах (УМК) «Школа XXI век» и «Школа России», базово используют традиционный фонетическо-слоговой метод обучения, в выпущенных методических требованиях и планах обучения исключено учение о «фонематическом слухе». Со второго класса вводятся «словарные таблицы», в которых содержащиеся слова рекомендуется заучивать целиком. В первую очередь это касается слов, где из-за их орфографических особенностей попытка писать по фонетической транскрипции приведёт к очевидному стимулированию безграмотности. Методистами выпущены словарные таблицы с обобщением по всем одобренным Минобрнаукой учебникам для начальной школы.
Тем не менее, «фонематический слух» продолжает применяться сторонниками Эльконина, оставаясь популярным среди преподавателей и дидактиков.
Согласно ФЗ «Об образовании», для применения методики школа должна отказаться от УМК «Школа России» и «Школа XXI век» с их пособиями и оформить использование методики как локальный нормативный акт, утвердив его в РОНО. Это не снимает обязанности со школы выполнять федеральные требования из ФГОС. При выпуске из четвёртого класса государственный контроль знаний будет производиться по федеральным требованиям, а не локальным актам школы.